# كأس الأمم الإفريقية 2004
كأس الأمم الإفريقية 2004، المعروفة أيضًا باسم كأس نوكيا للأمم الإفريقية 2004 لأسباب الرعاية، هي النسخة الرابعة والعشرون من بطولة كأس الأمم الإفريقية، البطولة الأسمى لكرة القدم في قارة إفريقيا بتنظيم الاتحاد الإفريقي لكرة القدم. أقيمت مرحلة التصفيات في الفترة ما بين 7 سبتمبر 2002 و6 يوليو 2003. تأهلت الكاميرون تلقائيًا بصفتها حاملة اللقب وتونس بصفتها البلد المضيف إلى المرحلة النهائية من البطولة.
استضافت تونس المنافسات النهائية على ست ملاعب في ستة أماكن في الفترة ما بين 24 يناير و14 فبراير 2004. كما حدث في نسخة 2002 شارك 16 منتخباً في المنافسة وزِّعوا على أربعة مجموعات، تضم كل واحدة أربعة فرق. أُقصي منتخب الكاميرون حامل اللقب من ربع النهائي من قبل نيجيريا. فازت تونس بأول لقب في تاريخها بعد تغلبها على المغرب 2–1 في المباراة النهائية يوم 14 فبراير 2004، وأنهت نيجيريا المسابقة في المركز الثالث بعد فوزها على مالي 2–1 في مباراة تحديد المركز الثالث والرابع. يتأهل البطل تلقائيًا لبطولة كأس القارات 2005 المقامة في ألمانيا ممثلًا عن الاتحاد الإفريقي لكرة القدم.
سجل أربعة لاعبين أكبر عدد من الأهداف مع نهاية الدورة وهم: فرانسيلودو سانتوس، باتريك مبوما، فريديريك كانوتيه وجي-جي أوكوتشا، مع ذلك مُنِح لقب الهداف للتونسي فرانسيلودو سانتوس باعتباره لاعب المنتخب البطل كما أنه لم يحصل على أي بطاقات طيلة الدورة، بينما حصل النيجيري جي-جي أوكوتشا على لقب أفضل لاعب في البطولة. يُمنَح الفريق الفائز، حسب لوائح الاتحاد الإفريقي لكرة القدم، ثلاثين ميدالية ذهبية، والفريق الوصيف ثلاثين ميدالية فضية والفريق صاحب المركز الثالث ثلاثين ميدالية برونزية. بالنسبة للكأس تُقدَّم الكأس الأصلية لاتحاد المنتخب البطل، على أن يُعاد إلى الاتحاد الإفريقي لكرة القدم قبل شهرين من بداية البطولة التالية ويقدم له نسخة مقلدة مُصغرة بنسبة 4 إلى 5 من مقاييس الكأس الأصلية.

## اختيار الدولة المستضيفة

### العروض
- بنين و توغو (استضافة مشتركة)[6]
- ملاوي و زامبيا (استضافة مشتركة)
- تونس[7]
- زيمبابوي

### تقديم الطلبات واختيار الدولة المضيفة
مُنحت تونس تنظيم كأس الأمم الإفريقية 2004 في 4 سبتمبر 2000 بعد اجتماع اللجنة التنفيذية للاتحاد الإفريقي لكرة القدم في القاهرة، مصر. كان للناخبين خيار بين أربعة بلدان: ملاوي وزامبيا (عرض مشترك) وتونس وزيمبابوي. وكانت بنين وتوغو مرشحتين في البداية (عرض مشترك) لكنهما انسحبتا في 4 سبتمبر 2000 قبل الاجتماع.
مُنحت هذه النسخة لتونس التي مثلت إفريقيا في كأس العالم في فرنسا عام 1998 بعد حصولها على غالبية أصوات أعضاء اللجنة التنفيذية للاتحاد الإفريقي لكرة القدم والتي بلغت 13 ونجاحها في التنظيم في نسخة عام 1994. وهي المرة الثالثة التي تستضيف فيها تونس كأس الأمم الإفريقية بعد 1965 و1994.
| الأمم          | أصوات |
| -------------- | ----- |
| تونس           | 9     |
| زيمبابوي       | 3     |
| ملاوي / زامبيا | 1     |
| بنين / توغو    | انسحب |
| مجموع الأصوات  | 13    |

## التصفيات

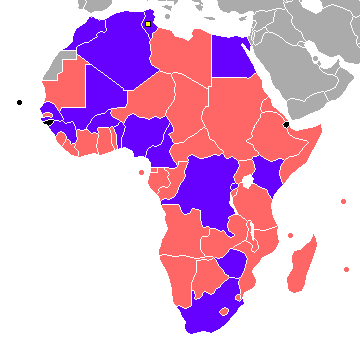
تأهل
فشل في التأهل
انسحب أو لم يدخل
ليس جزءًا من الاتحاد الإفريقي لكرة القدم

قُسمت الدول الـ 52 المسجلة في مرحلة التصفيات إلى ثلاث عشرة مجموعة: عشر مجموعات من أربعة فرق وثلاث مجموعات من ثلاثة فرق. اِستبعِدت كل من غينيا بيساو، ساو توميه وبرينسيب وجيبوتي قبل بدء التصفيات.
يتأهل الأول من كل مجموعة إلى البطولة النهائية في تونس وكذلك أفضل وصيف من جميع المجموعات. الكاميرون حاملة اللقب وتونس بصفتها الدولة المضيفة تأهلتا تلقائيًا للمرحلة النهائية من المسابقة.

### المشاركة الأولى
نجحت كل من بنين ورواندا في التأهل للمرحلة النهائية الأولى في تاريخهما، بعد أن احتلتا صدارة مجموعتيهما في التصفيات أمام بطلين إفريقيين سابقين هما السودان وغانا. فعلت زيمبابوي الشيء نفسه بعد أن احتلت المركز الأول في أصحاب المراكز الثانية في كل من مجموعات التصفيات.

### المنتخبات المتأهلة
| المنتخب             | تصنيف الفيفا | آخر مشاركة | طريقة التأهل      | المشاركة رقم | مشاركات متتالية | أفضل نتيجة                           |
| ------------------- | ------------ | ---------- | ----------------- | ------------ | --------------- | ------------------------------------ |
| تونس                | 45           | 2002       | المضيف            | 11           | 6               | الوصيف (1965، 1996)                  |
| الكاميرون           | 14           | 2002       | حامل اللقب        | 12           | 5               | البطل (1984، 1988، 2000، 2002)       |
| نيجيريا             | 35           | 2002       | متصدر المجموعة 1  | 11           | 3               | البطل (1980، 1994)                   |
| غينيا               | 102          | 1998       | متصدر المجموعة 2  | 6            | 1               | الوصيف (1976)                        |
| بنين                | 123          | −          | متصدر المجموعة 3  | 1            | 1               | −                                    |
| بوركينا فاسو        | 72           | 2002       | متصدر المجموعة 4  | 5            | 5               | الرابع (1998)                        |
| كينيا               | 76           | 1992       | متصدر المجموعة 5  | 4            | 1               | الدور الأول (1972، 1988، 1990، 1992) |
| مالي                | 51           | 2002       | متصدر المجموعة 6  | 3            | 2               | الوصيف (1972)                        |
| المغرب              | 38           | 2002       | متصدر المجموعة 7  | 10           | 4               | البطل (1976)                         |
| السنغال             | 33           | 2002       | متصدر المجموعة 8  | 8            | 3               | الوصيف (2002)                        |
| الكونغو الديمقراطية | 54           | 2002       | متصدر المجموعة 9  | 13           | 7               | البطل (1968، 1974)                   |
| مصر                 | 32           | 2002       | متصدر المجموعة 10 | 18           | 11              | البطل (1957، 1959، 1986، 1998)       |
| جنوب إفريقيا        | 36           | 2002       | متصدر المجموعة 11 | 4            | 5               | البطل (1996)                         |
| الجزائر             | 63           | 2002       | متصدر المجموعة 12 | 13           | 5               | البطل (1990)                         |
| رواندا              | 109          | −          | متصدر المجموعة 13 | 1            | 1               | −                                    |
| زيمبابوي            | 49           | −          | متصدر المجموعة 14 | 1            | 1               | −                                    |

## التشكيلات
كما هو الحال في كل نسخ كأس الأمم الإفريقية، يجب على كل منتخب مشارك في البطولة أن يتكون من 23 لاعباً (بينهم ثلاثة حراس مرمى وجوباً). وعلى المنتخبات الوطنية المشاركة تأكيد القائمة النهائية المتكونة من 23 لاعباً قبل موعد لا يتجاوز 10 أيام من انطلاق البطولة، وفي حالة إصابة لاعب إصابة تبعده عن البطولة، فإن منتخبه لديه الحق باستبداله بلاعب آخر في أي وقت حتى قبل 24 ساعة من المباراة الأولى للفريق. يمكن لكل فريق تسجيل فرقة من 23 لاعباً (حسب المادة 72 من اللوائح).

## الحكام
اِختير الحكام التاليين لكأس الأمم الإفريقية 2004 وهم 16 حكماً و16 حكماً مساعداً، بما فيهم اثنين من الإمارات العربية المتحدة ولوكسمبورغ.
- إيفيه ديفين (الكاميرون)
- أبو بكر شرف (ساحل العاج)
- جيروم دامون (جنوب إفريقيا)
- مودو سووي (غامبيا)
- هايليمالك تيساما (إثيوبيا)
- فالا ندويي (السنغال)
- محمد كزاز (المغرب)
- عبد الحكيم الشلماني (ليبيا)
- عصام عبد الفتاح (مصر)
- لاسينا باريه (بوركينا فاسو)
- كوفي كودجا (بنين)
- آلان هامر (لوكسمبورغ)
- إدي مايلت (سيشل)
- كومان كوليبالي (مالي)
- علي بوجسيم (الإمارات)
- هشام قيراط (تونس)

## النظام
حصلت الدولة المضيفة وحامل لقب النسخة الفارطة على مقعد تأهيل تلقائي؛ تأهلت الفرق الـ 14 الأخرى من خلال التصفيات التأهيلية. في البطولة النهائية، وزِّع 16 فريقًا إلى أربع مجموعات من أربعة فرق لكل منها. لعبت الفرق في كل مجموعة دورة روبن واحدة. بعد دور المجموعات، تقدم أفضل فريقين من كل مجموعة إلى دور خروج المغلوب بينما ودع البطولة تلقائيًا أصحاب المركز الثالث والرابع. تأهل الفائزون في الربع النهائي إلى الدور النصف النهائي، ولعب الخاسرون في نصف النهائي في مباراة تحديد المركز الثالث والمركز الرابع، فيما لعب الفائزون في الدور نصف النهائي المباراة النهائية.
| ترتيب الفرق المشاركة في مرحلة المجموعات يكون على النحو التالي: 1. النقاط التي تُحُصِّل عليها (3 ن للفوز، 1 ن للتعادل، 0 ن للخسارة). 2. فارق الأهداف المسجلة والمتلقاة لكل فريق. 3. أكثر الفرق تسجيلًا للأهداف. | في حال استمرار التعادل بين فريقين أو أكثر، يكون الترتيب على النحو التالي: 1. النقاط التي حصل عليها الفريق في المباريات بين الفرق المعنية. 2. فارق الأهداف الناتجة عن مباريات المجموعة بين الفرق المعنية. 3. أكبر عدد من الأهداف المسجلة في جميع مباريات المجموعة بين الفرق المعنية. 4. سحب القرعة من قبل اللجنة المنظمة للكاف. |

## الملاعب
| رادس                                          | تونس سوسة صفاقس المنستير بنزرت رادسكأس الأمم الإفريقية 2004 (Tunisia) | تونس                                               |
| --------------------------------------------- | --------------------------------------------------------------------- | -------------------------------------------------- |
| ملعب 7 نوفمبر                                 | تونس سوسة صفاقس المنستير بنزرت رادسكأس الأمم الإفريقية 2004 (Tunisia) | الملعب الأولمبي بالمنزه                            |
| السعة: 60٬000                                 | تونس سوسة صفاقس المنستير بنزرت رادسكأس الأمم الإفريقية 2004 (Tunisia) | السعة: 45٬000                                      |
| 36°44′52″N 10°16′22″E / 36.74778°N 10.27278°E | تونس سوسة صفاقس المنستير بنزرت رادسكأس الأمم الإفريقية 2004 (Tunisia) | 36°50′23.2″N 10°11′7.3″E / 36.839778°N 10.185361°E |
|                                               | تونس سوسة صفاقس المنستير بنزرت رادسكأس الأمم الإفريقية 2004 (Tunisia) |                                                    |
| سوسة                                          | تونس سوسة صفاقس المنستير بنزرت رادسكأس الأمم الإفريقية 2004 (Tunisia) | بنزرت                                              |
| الملعب الأولمبي بسوسة                         | تونس سوسة صفاقس المنستير بنزرت رادسكأس الأمم الإفريقية 2004 (Tunisia) | ملعب 15 أكتوبر                                     |
| السعة: 28٬000                                 | تونس سوسة صفاقس المنستير بنزرت رادسكأس الأمم الإفريقية 2004 (Tunisia) | السعة: 20٬000                                      |
| 35°49′24″N 10°36′46″E / 35.82333°N 10.61278°E | تونس سوسة صفاقس المنستير بنزرت رادسكأس الأمم الإفريقية 2004 (Tunisia) | 37°16′44″N 9°51′56″E / 37.278923°N 9.865583°E      |
|                                               | تونس سوسة صفاقس المنستير بنزرت رادسكأس الأمم الإفريقية 2004 (Tunisia) |                                                    |
| صفاقس                                         | تونس سوسة صفاقس المنستير بنزرت رادسكأس الأمم الإفريقية 2004 (Tunisia) | المنستير                                           |
| ملعب الطيب المهيري                            | تونس سوسة صفاقس المنستير بنزرت رادسكأس الأمم الإفريقية 2004 (Tunisia) | ملعب مصطفى بن جنات                                 |
| السعة: 22٬000                                 | تونس سوسة صفاقس المنستير بنزرت رادسكأس الأمم الإفريقية 2004 (Tunisia) | السعة: 20٬000                                      |
| 34°44′01″N 10°44′47″E / 34.73361°N 10.74639°E | تونس سوسة صفاقس المنستير بنزرت رادسكأس الأمم الإفريقية 2004 (Tunisia) | 35°46′35″N 10°49′13″E / 35.77639°N 10.82028°E      |
|                                               | تونس سوسة صفاقس المنستير بنزرت رادسكأس الأمم الإفريقية 2004 (Tunisia) |                                                    |

## الرموز

### التميمة

نسير التميمة الرسمية للبطولة.

لاختيار التميمة للبطولة، أطلقت اللجنة المنظمة مسابقة مفتوحة لجميع السكان التونسيين. القواعد الوحيدة المفروضة، يجب أن يكون هذا التميمة نسرًا، وبالتحديد نسر خروميري، رمزًا للبلد ويجب أن يمثل كرة القدم وإفريقيا وتونس. من بين المقترحات الخمسين التي قدمت إلى اللجنة، اُختير تصميم مالك خلف الله، وهو نسر أطلق عليه المؤلف «نسير» (أي النسر الصغير). بعد اختيار التصميم صرح مالك خلف الله:
«لقد أرسلت اقتراحي بالبريد دون إعطاء رقم هاتفي. أردت فقط أن أشارك. وذات يوم يقرع أحدهم الباب ليخبرني أنه من الضروري الاتصال برقم. لدهشتي، علمت أن هذا هو أول اقتراح لي للتميمة وفاز بالمسابقة! ثم اضطررت إلى تعديل بعض التفاصيل التي طلبتها اللجنة المنظمة».

### الكرة الرسمية
كرة القدم أديداس فيفرنوفا (بالإنجليزية: Fevernova)‏، أنتجت من قبل شركة أديداس للأقشمة الرياضية، وهي كرة قدم استخدمت خصيصًا لبطولة كأس العالم لكرة القدم 2002 المقامة في كوريا واليابان، صُمِّمت الكرة في مدينة سيالكوت بباكستان تصميماً آسيوياً وظهور تصميم مميز على شكل محرك سيارة. كما استعملت الكرة فيفرنوفا في بطولة كأس الأمم الإفريقية 2004 التي أقيمت في تونس، لم تُبتكر كرة خاصة بالبطولة لكن اِتُفق على اللعب بالكرة فيفرنوفا في المباريات.

## التسويق

### الرعاة
في 20 سبتمبر 2003 في تونس، حصلت شركة نوكيا من الاتحاد الإفريقي لكرة القدم على الحق في أن تكون «الراعي الإسمي» للنسخة الرابعة والعشرين، والتي سُميت رسميًا بنوكيا كأس الأمم الإفريقية تونس 2004. سُمح بالدعاية للتبغ والمشروبات الكحولية بمناسبة جميع المباريات التي ينظمها الاتحاد الإفريقي لكرة القدم في إطار جميع مسابقاته وتصفياته ونهائياته، بشرط أن تكون هذه الدعاية مسموحًا بها بموجب قوانين الدولة حيث تقام البطولة.
| - تويوتا - بيبسي - هنكل | - ويسترن يونيون - البقرة الضاحكة - غلو |

| - اتصالات تونس - الخطوط التونسية | - عجيل - مجموعة دليس-دانون |

### البث التلفزيوني
هذه أبرز القنوات التلفزية التي قامت بتغطية مباريات كأس الأمم الإفريقية 2004:
- تونس: مؤسسة الإذاعة والتلفزة التونسية (تونس 7 وتونس 21)
- أوروبا: مجموعة تي أف 1 (يوروسبورت)
- فرنسا: كنال+ (كنال+ سبورت)
- الوطن العربي: شبكة راديو وتلفزيون العرب (إيه آر تي سبورت)

### الجوائز المالية
حصل كل فريق من الفرق الأربعة التي أٌقصيت في ربع النهائي على مكافأة قدرها 61000 يورو للوصول إلى هذا المستوى من المنافسة. وحصل المتأهلون إلى نصف النهائي على 122600 يورو، وحصل المتأهل للنهائي على 245200 يورو والفائز باللقب 280 ألف يورو. كما قُدِّمت تعويضات لمساعدة الاتحادات المختلفة، تحتسب وفقًا لمدة إقامة كل فريق في تونس وعلى أساس مبلغ مقطوع يوميًا قدره ستة يورو لكل لاعب ولكل مدرب.
| المركز النهائي           | الجائزة النقدية |
| ------------------------ | --------------- |
| البطل                    | 280 ألف يورو    |
| الوصيف                   | 245200 يورو     |
| المشتركون في نصف النهائي | 122600 يورو     |
| المشتركون في ربع النهائي | 61000 يورو      |

## القرعة
أجريت القرعة في 20 سبتمبر 2003 في تونس العاصمة. وقُسِّمت الفرق الستة عشر إلى أربعة أوعية وفقاً لأدائهم في البطولات السابقة لكأس الأمم الإفريقية. تونس، بصفتها المضيفة وضعت تلقائياً على رأس المجموعة أ. فيما وضعت الكاميرون المدافعة عن اللقب على رأس المجموعة ج. احتوت كل مجموعة على أربعة فرق، وسُحِب فريق واحد من كل وعاء.
| وعاء 1                                                                         | وعاء 2                                                                         | وعاء 3                                                    | وعاء 4                                                 |
| ------------------------------------------------------------------------------ | ------------------------------------------------------------------------------ | --------------------------------------------------------- | ------------------------------------------------------ |
| تونس (45) (المضيف) · الكاميرون (14) (حامل اللقب) · نيجيريا (35) · السنغال (33) | الجزائر (63) · جنوب إفريقيا (36) · مصر (32) · جمهورية الكونغو الديمقراطية (54) | المغرب (38) · بوركينا فاسو (72) · مالي (51) · غينيا (102) | كينيا (76) · رواندا (109) · بنين (123) · زيمبابوي (49) |

### السحب النهائي
| مرك. | فريق                |
| ---- | ------------------- |
| A1   | تونس                |
| A2   | الكونغو الديمقراطية |
| A3   | غينيا               |
| A4   | رواندا              |

| مرك. | فريق         |
| ---- | ------------ |
| B1   | السنغال      |
| B2   | مالي         |
| B3   | كينيا        |
| B4   | بوركينا فاسو |

| مرك. | فريق      |
| ---- | --------- |
| C1   | الكاميرون |
| C2   | مصر       |
| C3   | زيمبابوي  |
| C4   | الجزائر   |

| مرك. | فريق         |
| ---- | ------------ |
| D1   | نيجيريا      |
| D2   | جنوب إفريقيا |
| D3   | المغرب       |
| D4   | بنين         |

## الرزنامة
لعبت الفرق الوطنية الـ 16 المشاركة في البطولة معًا ما مجموعه 32 مباراة بدءًا من مباريات دور المجموعات والتقدم إلى مباريات دور خروج المغلوب وفيه تُقصى الفرق من خلال المراحل التدريجية المختلفة. خصصت أيام راحة خلال المراحل المختلفة للسماح للاعبين بالتعافي خلال البطولة.
| اليوم          | الوقت                                   | الملعب                                  | الدور                                   | منتخب 1                                 | النتيجة                                 | منتخب 2                                 |
| 24 يناير 2004  | أحداث أولية                             | أحداث أولية                             | أحداث أولية                             | أحداث أولية                             | أحداث أولية                             | أحداث أولية                             |
| -------------- | --------------------------------------- | --------------------------------------- | --------------------------------------- | --------------------------------------- | --------------------------------------- | --------------------------------------- |
| 24 يناير 2004  | 18:00                                   | ملعب 7 نوفمبر، رادس                     | حفل الافتتاح                            | حفل الافتتاح                            | حفل الافتتاح                            | حفل الافتتاح                            |
| 24 يناير 2004  | الجولة الأولى من مباريات دور المجموعات  |                                         |                                         |                                         |                                         |                                         |
| 24 يناير 2004  | 19:30                                   | ملعب 7 نوفمبر، رادس                     | المجموعة أ                              | تونس                                    | 2–1                                     | رواندا                                  |
| 25 يناير 2004  | 14:00                                   | الملعب الأولمبي بالمنزه، تونس           | المجموعة أ                              | الكونغو الديمقراطية                     | 1–2                                     | غينيا                                   |
| 25 يناير 2004  | 16:30                                   | ملعب الطيب المهيري، صفاقس               | المجموعة ب                              | زيمبابوي                                | 1–2                                     | مصر                                     |
| 25 يناير 2004  | 19:00                                   | الملعب الأولمبي بسوسة، سوسة             | المجموعة ب                              | الكاميرون                               | 1–1                                     | الجزائر                                 |
| 26 يناير 2004  | 14:00                                   | ملعب 15 أكتوبر، بنزرت                   | المجموعة ج                              | كينيا                                   | 1–3                                     | مالي                                    |
| 26 يناير 2004  | 19:00                                   | الملعب الأولمبي بالمنزه، تونس           | المجموعة ج                              | السنغال                                 | 0–0                                     | بوركينا فاسو                            |
| 27 يناير 2004  | 14:00                                   | ملعب مصطفى بن جنات، المنستير            | المجموعة د                              | نيجيريا                                 | 0–1                                     | المغرب                                  |
| 27 يناير 2004  | 18:00                                   | ملعب الطيب المهيري، صفاقس               | المجموعة د                              | جنوب إفريقيا                            | 2–0                                     | بنين                                    |
| 28 يناير 2004  | الجولة الثانية من مباريات دور المجموعات | الجولة الثانية من مباريات دور المجموعات | الجولة الثانية من مباريات دور المجموعات | الجولة الثانية من مباريات دور المجموعات | الجولة الثانية من مباريات دور المجموعات | الجولة الثانية من مباريات دور المجموعات |
| 28 يناير 2004  | 14:00                                   | ملعب 15 أكتوبر، بنزرت                   | المجموعة أ                              | رواندا                                  | 1–1                                     | غينيا                                   |
| 28 يناير 2004  | 16:15                                   | ملعب 7 نوفمبر، رادس                     | المجموعة أ                              | تونس                                    | 3–0                                     | الكونغو الديمقراطية                     |
| 29 يناير 2004  | 16:30                                   | ملعب الطيب المهيري، صفاقس               | المجموعة ب                              | الكاميرون                               | 5–3                                     | زيمبابوي                                |
| 29 يناير 2004  | 19:00                                   | الملعب الأولمبي بسوسة، سوسة             | المجموعة ب                              | الجزائر                                 | 2–1                                     | مصر                                     |
| 30 يناير 2004  | 14:00                                   | ملعب 15 أكتوبر، بنزرت                   | المجموعة ج                              | السنغال                                 | 3–0                                     | كينيا                                   |
| 30 يناير 2004  | 19:00                                   | الملعب الأولمبي بالمنزه، تونس           | المجموعة ج                              | بوركينا فاسو                            | 1–3                                     | مالي                                    |
| 31 يناير 2004  | 14:00                                   | ملعب مصطفى بن جنات، المنستير            | المجموعة د                              | نيجيريا                                 | 4–0                                     | جنوب إفريقيا                            |
| 31 يناير 2004  | 18:00                                   | ملعب الطيب المهيري، صفاقس               | المجموعة د                              | المغرب                                  | 4–0                                     | بنين                                    |
| 1 فبراير 2004  | الجولة الثالثة من مباريات دور المجموعات | الجولة الثالثة من مباريات دور المجموعات | الجولة الثالثة من مباريات دور المجموعات | الجولة الثالثة من مباريات دور المجموعات | الجولة الثالثة من مباريات دور المجموعات | الجولة الثالثة من مباريات دور المجموعات |
| 1 فبراير 2004  | 14:00                                   | ملعب 7 نوفمبر، رادس                     | المجموعة أ                              | تونس                                    | 1–1                                     | غينيا                                   |
| 1 فبراير 2004  | 14:00                                   | ملعب 15 أكتوبر، بنزرت                   | المجموعة أ                              | رواندا                                  | 1–0                                     | الكونغو الديمقراطية                     |
| 2 فبراير 2004  | 14:00                                   | الملعب الأولمبي بالمنزه، تونس           | المجموعة ب                              | السنغال                                 | 1–1                                     | مالي                                    |
| 2 فبراير 2004  | 14:00                                   | ملعب 15 أكتوبر، بنزرت                   | المجموعة ب                              | بوركينا فاسو                            | 0–3                                     | كينيا                                   |
| 3 فبراير 2004  | 14:00                                   | ملعب مصطفى بن جنات، المنستير            | المجموعة ج                              | الكاميرون                               | 0–0                                     | مصر                                     |
| 3 فبراير 2004  | 14:00                                   | الملعب الأولمبي بسوسة، سوسة             | المجموعة ج                              | الجزائر                                 | 1–2                                     | زيمبابوي                                |
| 4 فبراير 2004  | 18:00                                   | الملعب الأولمبي بسوسة، سوسة             | المجموعة د                              | المغرب                                  | 1–1                                     | جنوب إفريقيا                            |
| 4 فبراير 2004  | 18:00                                   | ملعب الطيب المهيري، صفاقس               | المجموعة د                              | نيجيريا                                 | 2–1                                     | بنين                                    |
| 5 فبراير 2004  | أيام راحة                               | أيام راحة                               | أيام راحة                               | أيام راحة                               | أيام راحة                               | أيام راحة                               |
| 6 فبراير 2004  | أيام راحة                               | أيام راحة                               | أيام راحة                               | أيام راحة                               | أيام راحة                               | أيام راحة                               |
| 7 فبراير 2004  | دور خروج المغلوب                        | دور خروج المغلوب                        | دور خروج المغلوب                        | دور خروج المغلوب                        | دور خروج المغلوب                        | دور خروج المغلوب                        |
| 7 فبراير 2004  | 14:00                                   | الملعب الأولمبي بالمنزه، تونس           | الربع النهائي                           | مالي                                    | 2–1                                     | غينيا                                   |
| 7 فبراير 2004  | 17:00                                   | ملعب 7 نوفمبر، رادس                     | الربع النهائي                           | تونس                                    | 1–0                                     | السنغال                                 |
| 8 فبراير 2004  | 14:00                                   | ملعب مصطفى بن جنات، المنستير            | الربع النهائي                           | الكاميرون                               | 1–2                                     | نيجيريا                                 |
| 8 فبراير 2004  | 17:00                                   | ملعب الطيب المهيري، صفاقس               | الربع النهائي                           | المغرب                                  | 3–1 (ب.و.إ.)                            | الجزائر                                 |
| 9 فبراير 2004  | أيام راحة                               | أيام راحة                               | أيام راحة                               | أيام راحة                               | أيام راحة                               | أيام راحة                               |
| 10 فبراير 2004 | أيام راحة                               | أيام راحة                               | أيام راحة                               | أيام راحة                               | أيام راحة                               | أيام راحة                               |
| 11 فبراير 2004 | 16:00                                   | ملعب 7 نوفمبر، رادس                     | النصف النهائي                           | تونس                                    | 1–1 (5–3 ج.)                            | نيجيريا                                 |
| 11 فبراير 2004 | 19:00                                   | الملعب الأولمبي بسوسة، سوسة             | النصف النهائي                           | المغرب                                  | 4–0                                     | مالي                                    |
| 12 فبراير 2004 | يوم راحة                                | يوم راحة                                | يوم راحة                                | يوم راحة                                | يوم راحة                                | يوم راحة                                |
| 13 فبراير 2004 | 20:00                                   | ملعب مصطفى بن جنات، المنستير            | مباراة المركز الثالث                    | نيجيريا                                 | 2–1                                     | مالي                                    |
| 14 فبراير 2004 | 14:30                                   | ملعب 7 نوفمبر، رادس                     | النهائي                                 | تونس                                    | 2–1                                     | المغرب                                  |

## دور المجموعات

### قواعد الترجيح
صُنِّفت الفرق وفقًا للنقاط (3 نقاط للفوز، نقطة واحدة للتعادل، 0 نقطة للخسارة)، وفي حالة التعادل بالنقاط طُبِّقت معايير كسر التعادل التالية:
1. النقاط التي حصل عليها في المباريات بين الفرق المعنية
2. فارق الأهداف في المباريات بين الفرق المعنية.
3. عدد الأهداف المسجلة في مباريات المجموعة بين الفرق المعنية.
4. عدد الأهداف المسجلة خارج الديار في المباريات بين الفرق المعنية.
5. فارق الأهداف في جميع مباريات المجموعة.
6. عدد الأهداف المسجلة في جميع مباريات المجموعة.
7. إجراء قرعة من قبل اللجنة المنظمة.

جميع الأوقات حسب التوقيت المحلي: توقيت وسط أوروبا (ت ع م+1)

### المجموعة الأولى
| م | الفريق                      | لعب | ف | ت | خ | أ.له | أ.ع | أ.ف | نقاط | التأهل                      |
| - | --------------------------- | --- | - | - | - | ---- | --- | --- | ---- | --------------------------- |
| 1 | تونس (H)                    | 3   | 2 | 1 | 0 | 6    | 2   | +4  | 7    | تقدم إلى مرحلة خروج المغلوب |
| 2 | غينيا                       | 3   | 1 | 2 | 0 | 4    | 3   | +1  | 5    | تقدم إلى مرحلة خروج المغلوب |
| 3 | رواندا                      | 3   | 1 | 1 | 1 | 3    | 3   | 0   | 4    |                             |
| 4 | جمهورية الكونغو الديمقراطية | 3   | 0 | 0 | 3 | 1    | 6   | −5  | 0    |                             |

| تونس                     | 2–1 | رواندا    |
| ------------------------ | --- | --------- |
| الجزيري 27' · سانتوس 57' |     | إلياس 41' |

| جمهورية الكونغو الديمقراطية | 1–2 | غينيا                         |
| --------------------------- | --- | ----------------------------- |
| ماسودي 35'                  |     | تيتي كامارا 68' · فيندونو 81' |

| رواندا             | 1–1 | غينيا           |
| ------------------ | --- | --------------- |
| كريم كامانزي 90+3' |     | تيتي كامارا 49' |

| تونس                         | 3–0 | جمهورية الكونغو الديمقراطية |
| ---------------------------- | --- | --------------------------- |
| سانتوس 55'، 87' · إبراهم 65' |     |                             |

| تونس         | 1–1 | غينيا           |
| ------------ | --- | --------------- |
| بن عاشور 58' |     | تيتي كامارا 84' |

| رواندا     | 1–0 | جمهورية الكونغو الديمقراطية |
| ---------- | --- | --------------------------- |
| ماكاسي 74' |     |                             |

### المجموعة الثانية
| م | الفريق       | لعب | ف | ت | خ | أ.له | أ.ع | أ.ف | نقاط | التأهل                      |
| - | ------------ | --- | - | - | - | ---- | --- | --- | ---- | --------------------------- |
| 1 | مالي         | 3   | 2 | 1 | 0 | 7    | 3   | +4  | 7    | تقدم إلى مرحلة خروج المغلوب |
| 2 | السنغال      | 3   | 1 | 2 | 0 | 4    | 1   | +3  | 5    | تقدم إلى مرحلة خروج المغلوب |
| 3 | كينيا        | 3   | 1 | 0 | 2 | 4    | 6   | −2  | 3    |                             |
| 4 | بوركينا فاسو | 3   | 0 | 1 | 2 | 1    | 6   | −5  | 1    |                             |

| كينيا      | 1–3 | مالي                          |
| ---------- | --- | ----------------------------- |
| مولاما 58' |     | سيسوكو 28' · كانوتيه 63'، 81' |

| السنغال | 0–0 | بوركينا فاسو |
| ------- | --- | ------------ |
|         |     |              |

| السنغال                            | 3–0 | كينيا |
| ---------------------------------- | --- | ----- |
| نيانغ 4'، 31' · بابا بوبا ديوب 19' |     |       |

| بوركينا فاسو | 1–3 | مالي                                           |
| ------------ | --- | ---------------------------------------------- |
| مينونغو 50'  |     | كانوتيه 34' · ديارا 37' · سومايلا كوليبالي 78' |

| السنغال    | 1–1 | مالي               |
| ---------- | --- | ------------------ |
| بييه 45+2' |     | درامان تراوريه 34' |

| بوركينا فاسو | 0–3 | كينيا                             |
| ------------ | --- | --------------------------------- |
|              |     | أكي 51' · أوليتش 64' · بارازا 83' |

### المجموعة الثالثة
| م | الفريق    | لعب | ف | ت | خ | أ.له | أ.ع | أ.ف | نقاط | التأهل                      |
| - | --------- | --- | - | - | - | ---- | --- | --- | ---- | --------------------------- |
| 1 | الكاميرون | 3   | 1 | 2 | 0 | 6    | 4   | +2  | 5    | تقدم إلى مرحلة خروج المغلوب |
| 2 | الجزائر   | 3   | 1 | 1 | 1 | 4    | 4   | 0   | 4    | تقدم إلى مرحلة خروج المغلوب |
| 3 | مصر       | 3   | 1 | 1 | 1 | 3    | 3   | 0   | 4    |                             |
| 4 | زيمبابوي  | 3   | 1 | 0 | 2 | 6    | 8   | −2  | 3    |                             |

| زيمبابوي        | 1–2 | مصر                        |
| --------------- | --- | -------------------------- |
| بيتر ندلوفو 46' |     | عبد الحميد 58' · بركات 63' |

| الكاميرون | 1–1 | الجزائر   |
| --------- | --- | --------- |
| مبوما 43' |     | زافور 52' |

| الكاميرون                            | 5–3 | زيمبابوي                                   |
| ------------------------------------ | --- | ------------------------------------------ |
| مبوما 31'، 44'، 65' · مبامي 40'، 67' |     | بيتر ندلوفو 8'، 47' (ركلة.) · نياندورو 89' |

| الجزائر               | 2–1 | مصر      |
| --------------------- | --- | -------- |
| مأموني 13' · عشيو 86' |     | بلال 25' |

| الكاميرون | 0–0 | مصر |
| --------- | --- | --- |
|           |     |     |

| الجزائر  | 1–2 | زيمبابوي                     |
| -------- | --- | ---------------------------- |
| عشيو 73' |     | آدم ندلوفو 65' · لوباهلا 71' |

### المجموعة الرابعة
| م | الفريق       | لعب | ف | ت | خ | أ.له | أ.ع | أ.ف | نقاط | التأهل                      |
| - | ------------ | --- | - | - | - | ---- | --- | --- | ---- | --------------------------- |
| 1 | المغرب       | 3   | 2 | 1 | 0 | 6    | 1   | +5  | 7    | تقدم إلى مرحلة خروج المغلوب |
| 2 | نيجيريا      | 3   | 2 | 0 | 1 | 6    | 2   | +4  | 6    | تقدم إلى مرحلة خروج المغلوب |
| 3 | جنوب إفريقيا | 3   | 1 | 1 | 1 | 3    | 5   | −2  | 4    |                             |
| 4 | بنين         | 3   | 0 | 0 | 3 | 1    | 8   | −7  | 0    |                             |

| نيجيريا | 0–1 | المغرب  |
| ------- | --- | ------- |
|         |     | حجي 77' |

| جنوب إفريقيا     | 2–0 | بنين |
| ---------------- | --- | ---- |
| نومفيتي 58'، 76' |     |      |

| نيجيريا                                             | 4–0 | جنوب إفريقيا |
| --------------------------------------------------- | --- | ------------ |
| يوبو 4' · أوكوتشا 64' (ركلة.) · أوديموينغي 81'، 83' |     |              |

| المغرب                                                     | 4–0 | بنين |
| ---------------------------------------------------------- | --- | ---- |
| الشماخ 17' · أدجاموسي 73' (ه.ذ.) · وادو 75' · القرقوري 80' |     |      |

| المغرب           | 1–1 | جنوب إفريقيا |
| ---------------- | --- | ------------ |
| سفري 38' (ركلة.) |     | مايو 29'     |

| نيجيريا                | 2–1 | بنين        |
| ---------------------- | --- | ----------- |
| لاوال 35' · أوتاكا 76' |     | لاتونجي 90' |

## مرحلة خروج المغلوب

### القوس

خالد بدرة ورياض البوعزيزي يرفعان كأس بطولة كأس الأمم الإفريقية الأولى في تاريخ تونس.

في مرحلة خروج المغلوب، يُستخدَم وقت إضافي وركلات الجزاء الترجيحية لتحديد الفائز إذا لزم الأمر، باستثناء مباراة المركز الثالث وفيها يُحتَكم إلى ركلات الجزاء مباشرة، دون أي وقت إضافي، لتحديد الفائز إذا لزم الأمر (المادة 75 من اللوائح).
|  | ربع النهائي         | ربع النهائي      |                  |       | نصف النهائي   | نصف النهائي   |  |  | النهائي              | النهائي |
|  |                     |                  |                  |       |               |               |  |  |                      |         |
|  | 7 فبراير – رادس     |                  |                  |       |               |               |  |  |                      |         |
|  |                     |                  |                  |       |               |               |  |  |                      |         |
|  | تونس                | 1                |                  |       |               |               |  |  |                      |         |
|  | تونس                | 1                | 11 فبراير – رادس |       |               |               |  |  |                      |         |
|  | السنغال             | 0                |                  |       |               |               |  |  |                      |         |
|  | السنغال             | 0                | تونس (ج.)        | 1 (5) |               |               |  |  |                      |         |
|  | 8 فبراير – المنستير |                  | تونس (ج.)        | 1 (5) |               |               |  |  |                      |         |
|  |                     | نيجيريا          | 1 (3)            |       |               |               |  |  |                      |         |
|  | الكاميرون           | نيجيريا          | 1 (3)            | 1     |               |               |  |  |                      |         |
|  | الكاميرون           |                  | 14 فبراير – رادس | 1     |               |               |  |  |                      |         |
|  | نيجيريا             | 2                |                  |       |               |               |  |  |                      |         |
|  | نيجيريا             | 2                | تونس             | 2     |               |               |  |  |                      |         |
|  | 8 فبراير – صفاقس    |                  | تونس             | 2     |               |               |  |  |                      |         |
|  |                     | المغرب           | 1                |       |               |               |  |  |                      |         |
|  | المغرب (ب.و.إ.)     | المغرب           | 1                | 3     |               |               |  |  |                      |         |
|  | المغرب (ب.و.إ.)     | 11 فبراير – سوسة |                  | 3     |               |               |  |  |                      |         |
|  | الجزائر             | 1                |                  |       |               |               |  |  |                      |         |
|  | الجزائر             | 1                | المغرب           | 4     | المركز الثالث | المركز الثالث |  |  |                      |         |
|  | 7 فبراير – تونس     |                  | المغرب           | 4     | المركز الثالث | المركز الثالث |  |  |                      |         |
|  |                     | مالي             | 0                |       |               |               |  |  |                      |         |
|  | مالي                | مالي             | 0                | 2     | نيجيريا       | 2             |  |  |                      |         |
|  | مالي                |                  |                  | 2     | نيجيريا       | 2             |  |  |                      |         |
|  | غينيا               | 1                |                  | مالي  | 1             |               |  |  |                      |         |
|  | غينيا               | 1                |                  |       | 1             |               |  |  |                      |         |
|  |                     |                  |                  |       |               |               |  |  | 13 فبراير – المنستير |         |
|  |                     |                  |                  |       |               |               |  |  |                      |         |

### ربع النهائي
| مالي                    | 2–1 | غينيا       |
| ----------------------- | --- | ----------- |
| كانوتيه 45' · ديارا 90' |     | فيندونو 15' |

| تونس        | 1–0 | السنغال |
| ----------- | --- | ------- |
| المناري 65' |     |         |

| الكاميرون | 1–2 | نيجيريا                  |
| --------- | --- | ------------------------ |
| إيتو 42'  |     | أوكوتشا 45' · أوتاكا 73' |

| المغرب                                    | 3–1 (ب.و.إ.) | الجزائر  |
| ----------------------------------------- | ------------ | -------- |
| الشماخ 90' · يوسف حجي 113' · الزايري 120' |              | شراد 84' |

### نصف النهائي
| تونس                                     | 1–1 (ب.و.إ.) | نيجيريا                             |
| ---------------------------------------- | ------------ | ----------------------------------- |
| بدرة 82' (ركلة.)                         |              | أوكوتشا 67' (ركلة.)                 |
| ركلات الترجيح                            |              |                                     |
| بدرة · سانتوس · المهذبي · بن عاشور · حقي | 5–3          | أوتاكا · أوديموينغي · يوبو · أوديزي |

| المغرب                                   | 4–0 | مالي |
| ---------------------------------------- | --- | ---- |
| المختاري 44'، 58' · حجي 80' · باها 90+1' |     |      |

### مباراة المركز الثالث
| نيجيريا                      | 2–1 | مالي      |
| ---------------------------- | --- | --------- |
| أوكوتشا 16' · أوديموينغي 52' |     | أبوتا 70' |

### النهائي
في المباراة النهائية التي أقيمت على ملعب 7 نوفمبر في رادس، بدأت تونس بداية جيدة بالتقدم 1–0 بعد أربع دقائق، وفيها ركز مهدي النفطي على فرانسيلودو سانتوس الذي سجل هدفه الرابع في البطولة. وفي نهاية الشوط الأول، عاد المغرب إلى النتيجة بهدف من يوسف حجي إثر توزيعة من يوسف المختاري. سبع دقائق تمر في الشوط الثاني قبل أن يمنح مهاجم تونسي آخر زياد الجزيري الأفضلية لبلاده. انتهت المباراة في النهاية بنتيجة 2–1 ومنحت تونس أول لقب من كأس الأمم الإفريقية لها. أصبح روجيه لومير أول مدرب يفوز بلقبين قاريين مختلفين فقد سبق أن فاز بلقب بطولة الأمم الأوروبية 2000 مع فرنسا. كما فاز المنتخب التونسي بجائزة أفضل منتخب إفريقي للعام الذي قدمها الاتحاد الإفريقي لكرة القدم.
| تونس                    | 2–1   | المغرب       |
| ----------------------- | ----- | ------------ |
| سانتوس 5' · الجزيري 52' | تقرير | المختاري 38' |

## الفائز
| بطل كأس الأمم الإفريقية لكرة القدم 2004 |
| --------------------------------------- |
| · تونس · للمرة الأولى                   |

## الجوائز

جي-جي أوكوتشا أثناء تسلمه جائزة أفضل لاعب في البطولة أثناء فترة الاستراحة في المباراة النهائية.

مع نهاية البطولة سجل أربعة لاعبين العدد الأكبر من الأهداف وهم التونسي فرانسيلودو سانتوس، الكاميروني باتريك مبوما، المالي فريديريك كانوتيه والنيجيري جي-جي أوكوتشا، ومع ذلك مُنِح لقب هداف البطولة للتونسي فرانسيلودو سانتوس باعتباره لاعب المنتخب البطل، ولم يحصل على أي بطاقات طيلة الدورة، بينما حصل اللاعب النيجيري جي-جي أوكوتشا على لقب أفضل لاعب في البطولة.

### الجوائز الفردية
- هداف البطولة:  فرانسيلودو سانتوس.[96]
- أفضل لاعب:  جي-جي أوكوتشا.[97]

### فريق المسابقة
اختار الاتحاد الإفريقي لكرة القدم أفضل لاعبي كأس الأمم الإفريقية باعتبارهم جزء من الفريق النموذجي للبطولة، أطلق على هذا الفريق اسم الفريق المثالي لكأس الأمم الإفريقية 2004 وتكون من:
- المدرب:  روجيه لومير

| حارس المرمى   | المدافعون                                            | لاعبو الوسط                                        | المهاجمون                          |
| ------------- | ---------------------------------------------------- | -------------------------------------------------- | ---------------------------------- |
| فينسنت إنياما | وليد الركراكي خالد بدرة عبد السلام وادو تيموتي أتوبا | كريم زياني رياض البوعزيزي جي-جي أوكوتشا جون أوتاكا | فريديريك كانوتيه فرانسيلودو سانتوس |

## الإحصائيات

### الهدافون
سُجِّل 88 هدف في 32 مباراة، بمتوسط 2.75 أهداف في المباراة الواحدة.
4 أهداف
| - فرانسيلودو سانتوس - فريديريك كانوتيه | - جي-جي أوكوتشا | - باتريك مبوما |

3 أهداف
| - تيتي كامارا - يوسف حجي | - بيتر أوديموينغي | - بيتر ندلوفو |

هدفين
| - حسين عشيو - موديستي مبامي - محمدو ديارا | - مروان الشماخ - جون أوتاكا - مامادو نيانغ | - سيابونغا نومفيتي - زياد الجزيري - باسكال فيندونو |

هدف
| - عبد المالك شراد - معمر مأموني - إبراهيم زافور - موسى لاتونجي - ديودون مينونغو - صامويل إيتو - آلان ماسودي - تامر عبد الحميد - محمد بركات - أحمد بلال - جون بارازا - إيمانويل آكي - تيتوس مولاما | - دينيس أوليتش - سيدونودي أبوتا - سومايلا كوليبالي - محمد سيسوكو - درامان تراوريه - نبيل باها - طلال القرقوري - عبد السلام وادو - يوسف سفري - جواد الزايري - غاربا لاوال - جوزيف يوبو - جواو إلياس | - كريم كامانزي - سعيد ماكاسي - حبيب بييه - بابا بوبا ديوب - باتريك مايو - خالد بدرة - سليم بن عاشور - ناجح إبراهم - جوهر المناري - جويل لوباهلا - آدم ندلوفو - إسروم نياندورو |

هدف ذاتي
- أنيست أدجاموسي (ضد المغرب)

### الترتيب النهائي
أصدر الاتحاد الإفريقي لكرة القدم الترتيب النهائي للبطولة بعد وقت قصير من انتهاء نهائي كأس الأمم الإفريقية 2004،. استند الترتيب على نتائج المنتخبات في المسابقة، وصنفت الفرق الستة عشر بناءًا على المعايير التي استخدمت من قبل الاتحاد الإفريقي لكرة القدم. وفقًا لاتفاقية الإحصائيات في كرة القدم، فإن المباريات التي تنتهي في الوقت الإضافي تحسب ضمن الانتصارات والهزائم، في حين تحسب المباريات التي تنتهي بركلات الترجيح على أنها تعادلات. كان الترتيب النهائي على النحو التالي:

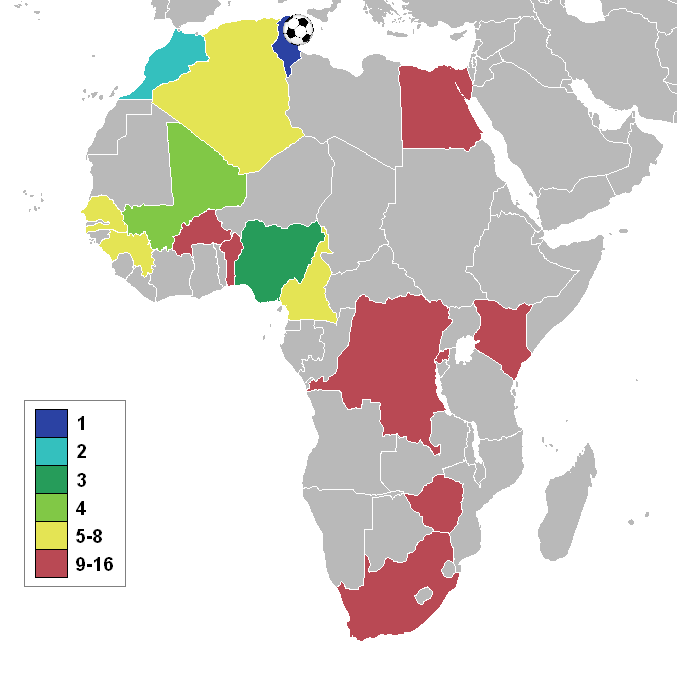
نتائج المنتخبات المشاركة في البطولة:
البطل
الوصيف
المركز الثالث
المركز الرابع
ربع النهائي
مرحلة المجموعات

| م  | الفريق                      | لعب | ف | ت | خ | أ.له | أ.ع | أ.ف | نقاط | النتيجة النهائية               |
| -- | --------------------------- | --- | - | - | - | ---- | --- | --- | ---- | ------------------------------ |
| 1  | تونس (H)                    | 6   | 5 | 1 | 0 | 10   | 4   | +6  | 16   | البطل                          |
| 2  | المغرب                      | 6   | 4 | 1 | 1 | 14   | 4   | +10 | 13   | الوصيف                         |
| 3  | نيجيريا                     | 6   | 4 | 0 | 2 | 11   | 5   | +6  | 12   | المركز الثالث                  |
| 4  | مالي                        | 6   | 3 | 1 | 2 | 10   | 10  | 0   | 10   | المركز الرابع                  |
|    |                             |     |   |   |   |      |     |     |      |                                |
| 5  | السنغال                     | 4   | 1 | 2 | 1 | 4    | 2   | +2  | 5    | ودعوا البطولة من الربع النهائي |
| 6  | الكاميرون                   | 4   | 1 | 2 | 1 | 7    | 6   | +1  | 5    | ودعوا البطولة من الربع النهائي |
| 7  | غينيا                       | 4   | 1 | 1 | 2 | 5    | 5   | 0   | 4    | ودعوا البطولة من الربع النهائي |
| 8  | الجزائر                     | 4   | 1 | 1 | 2 | 5    | 7   | −2  | 4    | ودعوا البطولة من الربع النهائي |
|    |                             |     |   |   |   |      |     |     |      |                                |
| 9  | رواندا                      | 3   | 1 | 1 | 1 | 3    | 3   | 0   | 4    | ودعوا البطولة من دور المجموعات |
| 10 | مصر                         | 3   | 1 | 1 | 1 | 3    | 3   | 0   | 4    | ودعوا البطولة من دور المجموعات |
| 11 | جنوب إفريقيا                | 3   | 1 | 1 | 1 | 3    | 5   | −2  | 4    | ودعوا البطولة من دور المجموعات |
| 12 | كينيا                       | 3   | 1 | 0 | 2 | 4    | 6   | −2  | 3    | ودعوا البطولة من دور المجموعات |
| 13 | زيمبابوي                    | 3   | 1 | 0 | 2 | 6    | 8   | −2  | 3    | ودعوا البطولة من دور المجموعات |
| 14 | بوركينا فاسو                | 3   | 0 | 1 | 2 | 1    | 6   | −5  | 1    | ودعوا البطولة من دور المجموعات |
| 15 | جمهورية الكونغو الديمقراطية | 3   | 0 | 0 | 3 | 1    | 6   | −5  | 0    | ودعوا البطولة من دور المجموعات |
| 16 | بنين                        | 3   | 0 | 0 | 3 | 1    | 8   | −7  | 0    | ودعوا البطولة من دور المجموعات |

## سجل الانضباط

### البطاقات
- مجموع البطاقات الصفراء: 116 (3،63 لكل مباراة)
- مجموع البطاقات الحمراء: 2 (0،06 لكل مباراة)
- طرد بعد البطاقة الصفراء الثانية: 5

### البطاقات الحمراء
يسرد الجدول أدناه اللاعبين الموقوفين أثناء المنافسة:
| اللاعب         | البطاقات                                             | موقوف عن مباراة                                                    |
| -------------- | ---------------------------------------------------- | ------------------------------------------------------------------ |
| أبدول سيبومانا | المجموعة أ، الجولة الأولى، ضد تونس (24 يناير 2004)   | المجموعة أ، الجولة الثانية، ضد غينيا (28 يناير 2004)               |
| سليم بن عاشور  | المجموعة أ، الجولة الأولى، ضد رواندا (24 يناير 2004) | المجموعة أ، الجولة الثانية، ضد الكونغو الديمقراطية (28 يناير 2004) |
| لومانا لوالوا  | المجموعة أ، الجولة الثانية، ضد تونس (28 يناير 2004)  | المجموعة أ، الجولة الثالثة، ضد رواندا (1 فبراير 2004)              |
| معمر مأموني    | المجموعة ج، الجولة الثانية، ضد مصر (29 يناير 2004)   | المجموعة أ، الجولة الثالثة، ضد زيمبابوي (3 فبراير 2004)            |
| رحيم ويدراوغو  | المجموعة ب، الجولة الثالثة، ضد كينيا (2 فبراير 2004) | تصفيات كأس العالم 2006، ضد غانا (5 يونيو 2004)                     |

## الحضور
حضر البطولة 553٬500 متفرج في 32 مباراة، بمتوسط 17٬297 متفرج في المباراة الواحدة.
| المرتبة | المباراة                   | الحضور الأقصى | الملعب             | المدينة  | الدور                          | مصدر    |
| ------- | -------------------------- | ------------- | ------------------ | -------- | ------------------------------ | ------- |
| 1       | تونس − المغرب              | 70000         | ملعب 7 نوفمبر      | رادس     | المباراة النهائية              | [ 102 ] |
| 2       | تونس − نيجيريا             | 65000         | ملعب 7 نوفمبر      | رادس     | النصف النهائي                  | [ 103 ] |
| 3       | تونس − السنغال             | 65000         | ملعب 7 نوفمبر      | رادس     | الربع النهائي                  | [ 104 ] |
| 4       | تونس − رواندا              | 60000         | ملعب 7 نوفمبر      | رادس     | دور المجموعات (الجولة الأولى)  | [ 105 ] |
| 5       | تونس − الكونغو الديمقراطية | 60000         | ملعب 7 نوفمبر      | رادس     | دور المجموعات (الجولة الثانية) | [ 106 ] |
| 6       | تونس − غينيا               | 35000         | ملعب 7 نوفمبر      | رادس     | دور المجموعات (الجولة الثالثة) | [ 107 ] |
| 7       | المغرب − الجزائر           | 22000         | ملعب الطيب المهيري | صفاقس    | الربع النهائي                  | [ 108 ] |
| 8       | زيمبابوي − مصر             | 22000         | ملعب الطيب المهيري | صفاقس    | دور المجموعات (الجولة الأولى)  | [ 109 ] |
| 9       | الكاميرون − مصر            | 20000         | ملعب مصطفى بن جنات | المنستير | دور المجموعات (الجولة الثالثة) | [ 110 ] |
| 10      | المغرب − بنين              | 20000         | ملعب الطيب المهيري | صفاقس    | دور المجموعات (الجولة الثانية) | [ 111 ] |

## روابط خارجية
- كأس الأمم الإفريقية 2004 على موقع مؤسسة إحصاءات وثيقة لرياضة كرة القدم.